# Bernhard Niederberger
Bernhard Niederberger (29 settembre 1993) è un ex sciatore alpino svizzero.

## Biografia
Attivo in gare FIS dal novembre del 2008, Niederberger ha esordito in Coppa Europa il 7 gennaio 2011 a Wengen in supergigante, classificandosi 27º, e in Coppa del Mondo il 13 gennaio 2013 ad Adelboden in slalom speciale, senza completare la prova. Nel 2015 in slalom speciale ha ottenuto a Zagabria Sljeme il suo miglior piazzamento in Coppa del Mondo, nonché unico piazzamento a punti (21º), e ha conquistato i suoi due podi in Coppa Europa, due secondi posti: il 22 febbraio a Jaun e il 16 marzo a Kranjska Gora.
Il 26 gennaio 2016 ha disputato la sua ultima gara in Coppa del Mondo, lo slalom speciale di Schladming che non ha completato. Si è ritirato all'inizio della stagione 2017-2018 e la sua ultima gara è stata lo slalom gigante di Australia New Zealand Cup disputato il 29 agosto a Coronet Peak, non completato da Niederberger; in carriera non ha preso parte a rassegne olimpiche o iridate.

## Palmarès

### Mondiali juniores
- 3 medaglie:
  - 2 argenti (gara a squadre a Québec 2013; gara a squadre a Jasná 2014)
  - 1 bronzo (gara a squadre a Roccaraso 2012)

### Coppa del Mondo
- Miglior piazzamento in classifica generale: 134º nel 2015

### Coppa Europa
- Miglior piazzamento in classifica generale: 14º 2015
- 2 podi:
  - 2 secondi posti

### Campionati svizzeri
- 3 medaglie:
  - 1 oro (slalom speciale nel 2014)
  - 2 bronzi (supercombinata nel 2012; supercombinata nel 2014)